# Grassalkovich-kastély (Hatvan)

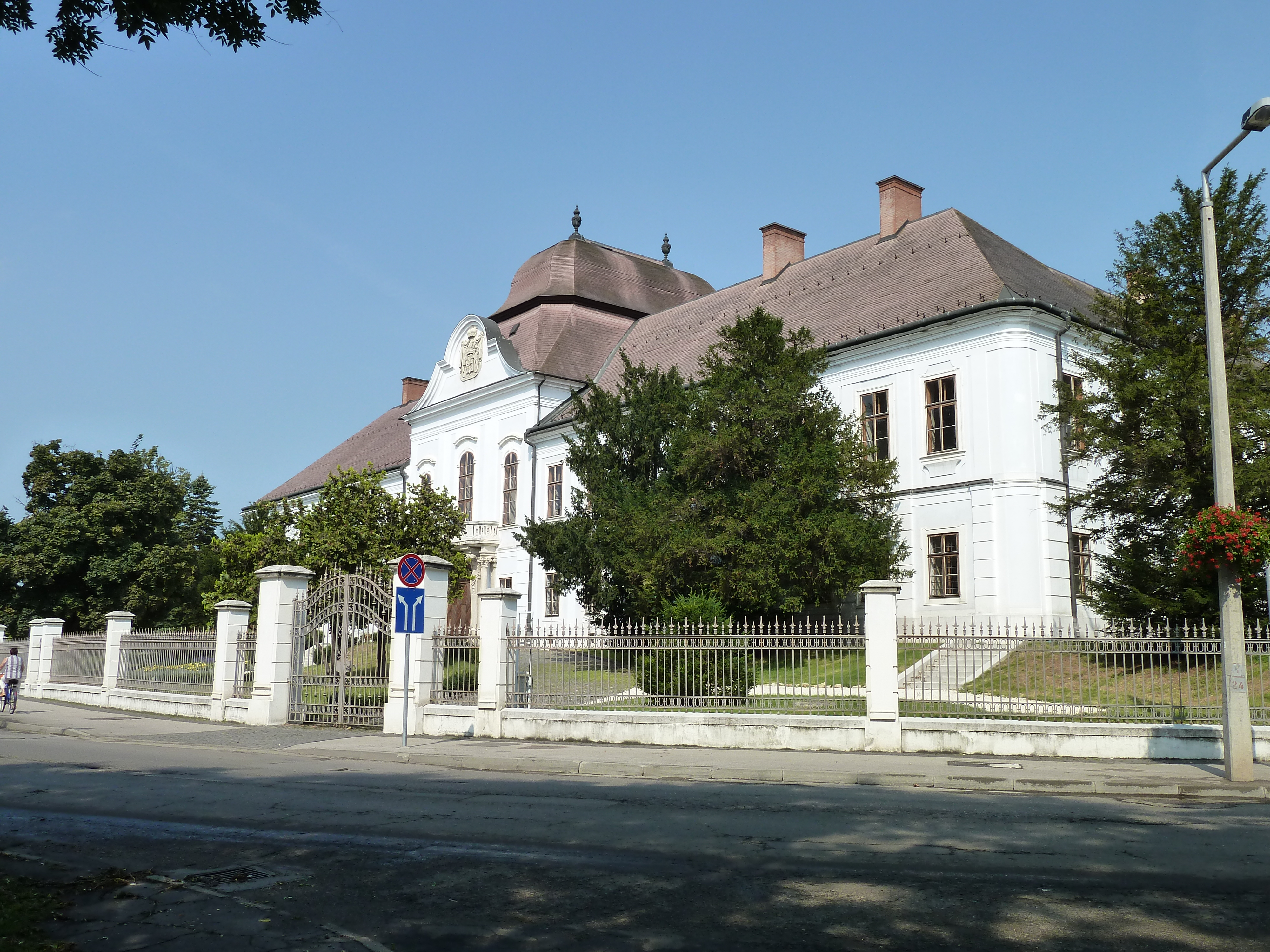
A kastély

A hatvani Grassalkovich-kastély a város főterének meghatározó épülete, egyben az egyik legrégibb épület is a városban. Helyrajzi száma: 2713/4, 3; műemlékvédelmi törzsszáma 9341. A kastély műemléki környezete a déli főbejárat és a római katolikus templom, illetve plébánia közötti, parkosított terület.

## Története
A középrész és a keleti szárny a gróf Stahremberg Gundacker Tamás földesúr által a 18. század elején építtetett, hatalmas vendégfogadó helyén áll; részben annak felhasználásával épült.
A kastélyt Grassalkovich I. Antal építtette két fázisban:
- 1754-ben a középrészt Oraschek Ignác (Oracsek Ignác) (a kapukeretet és erkélyt Mayerhoffer András tervezte);
- 1763-ban a két szárnyat Jung József

tervei szerint. Az építkezéshez felhasználták a hatvani vár romjait is.
Későbbi birtokosai a Hatvany-Deutsch család tagjai voltak. Ők helyeztették fel a  kocsiáthajtóban, a lépcsőházban és az emeleti díszteremben látható, neobarokk stukkódíszeket.
Mai alakját többszöri felújítás és átépítés eredményeként nyerte el. A második világháborúban a katonák, majd az utána következő évtizedekben a környék lakosai a berendezést széthordták, illetve tönkretették, az épület állaga végzetesen leromlott. A díszfákat és -cserjéket területrendezés ürügyén vágták ki; az egykori park helyén kollégiumot, kórházat, rendelőintézetet, nővérszállást építettek, majd még egy lakótelepet is — a parkból mára csak pár száz négyzetméter zöldterület maradt. Az épületet 1979-ben életveszélyessé nyilvánították.
A felújítás első lépéseként a bal szárnyat hozták használható állapotba, és ott rendezték be az 1980-as évek közepén a Grassalkovich Művelődési Központot. Részletes tervek születtek a Hatvany Lajos Múzeum itteni elhelyezésére is, de erre végül anyagi okok miatt nem került sor.
Az épület külső rekonstrukciójára (beleértve a tetőzet cseréjét is) 1996–2001 került sor. 
2012-ben döntés született arról, hogy a kastélyban a Széchenyi Zsigmond Kárpát-medencei Magyar Vadászati Múzeum kap helyet, amely bemutatja a történelmi Magyarország vad- és halfajait, azok életterét, valamint a vadászat, halászat és a környezetet alkotó erdészet fejlődését. A kastély felújítását és a park megújítását, amely 3,15 milliárd forintos beruházást jelent, 2014 elején fejezték be. A felújítást 2015-ben ICOMOS-díjjal tüntették ki.

## Az épület

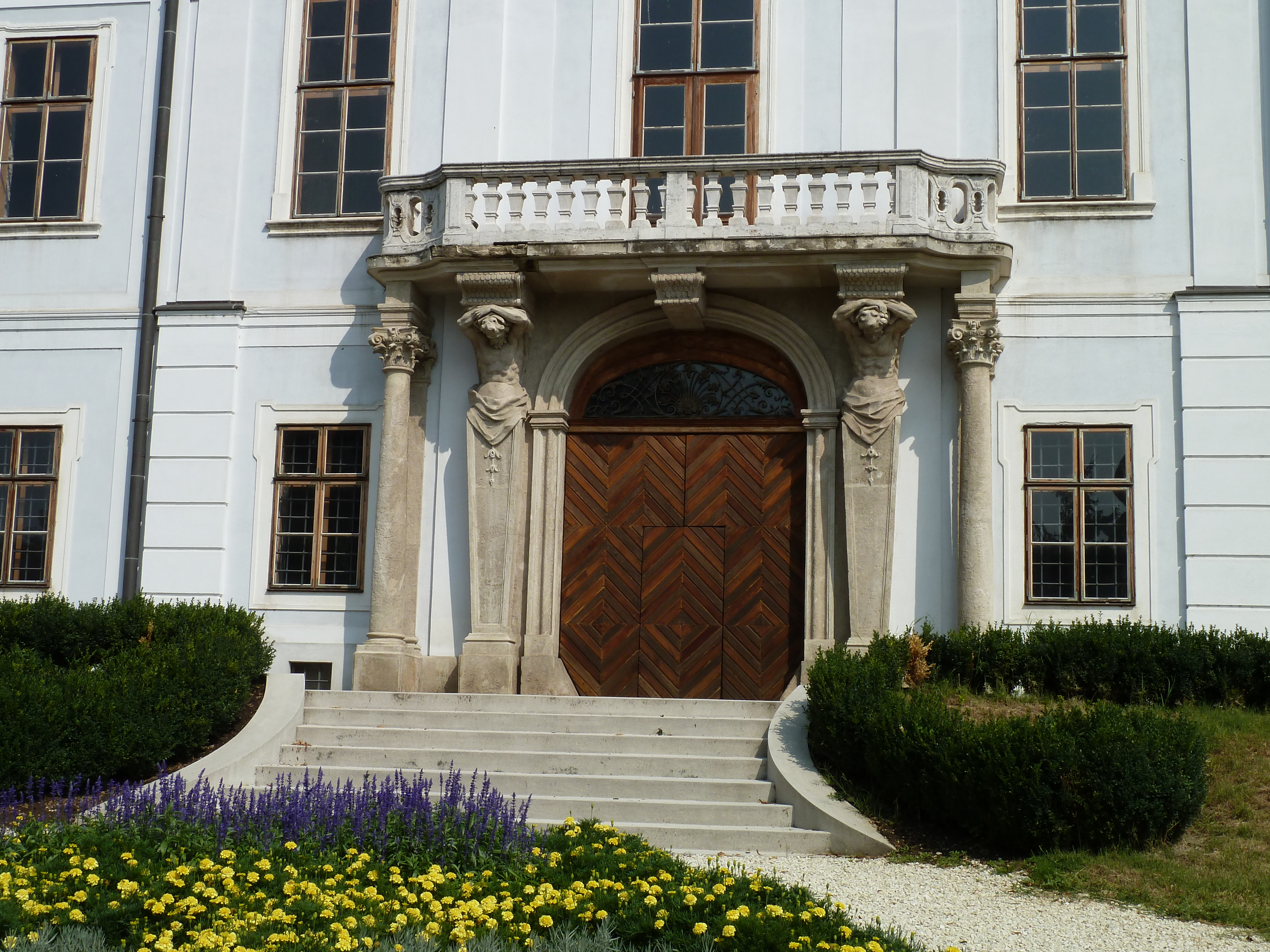
A kastély bejárata

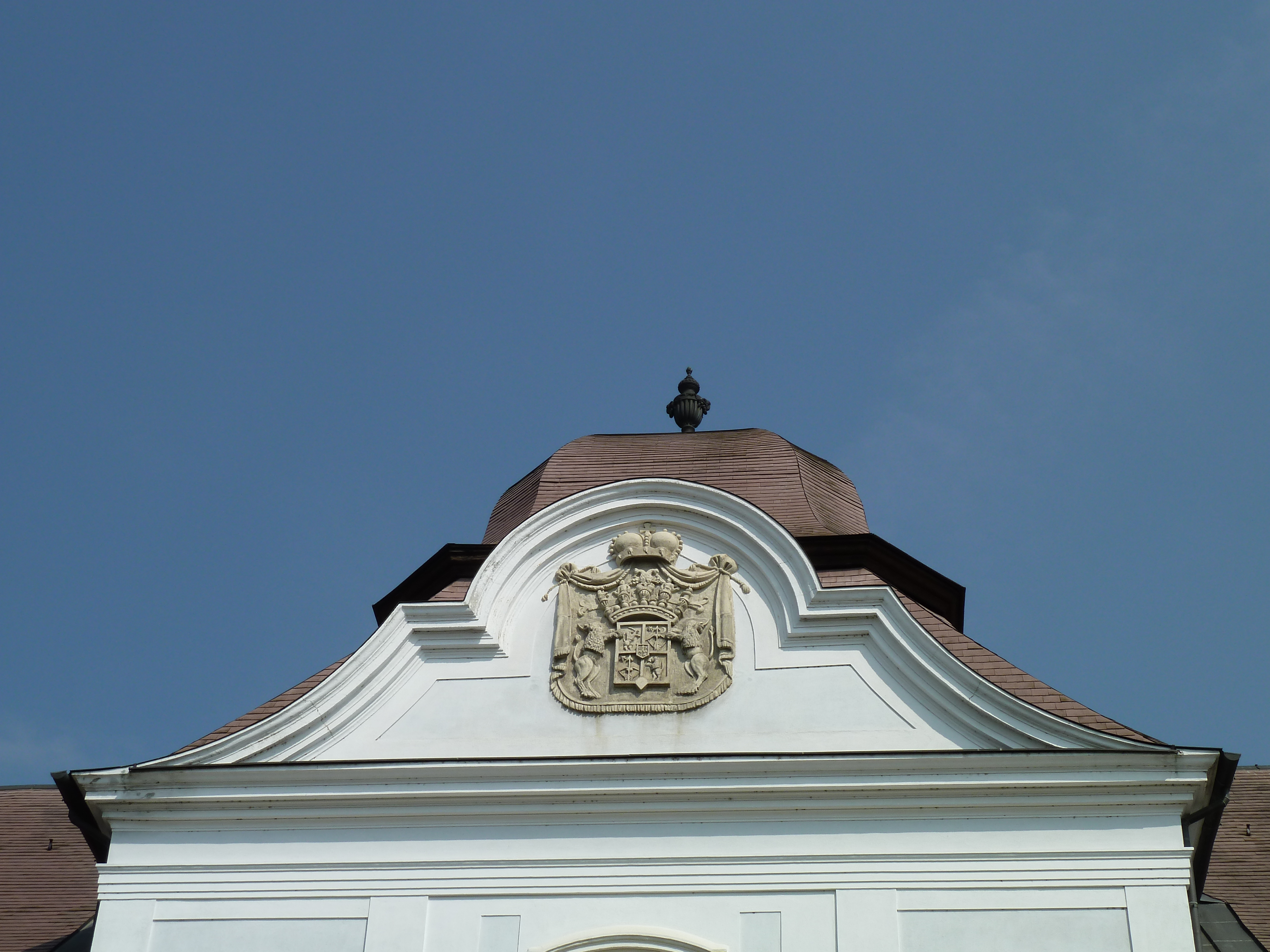
A Grassalkovich család címere a kastély bejárata fölött

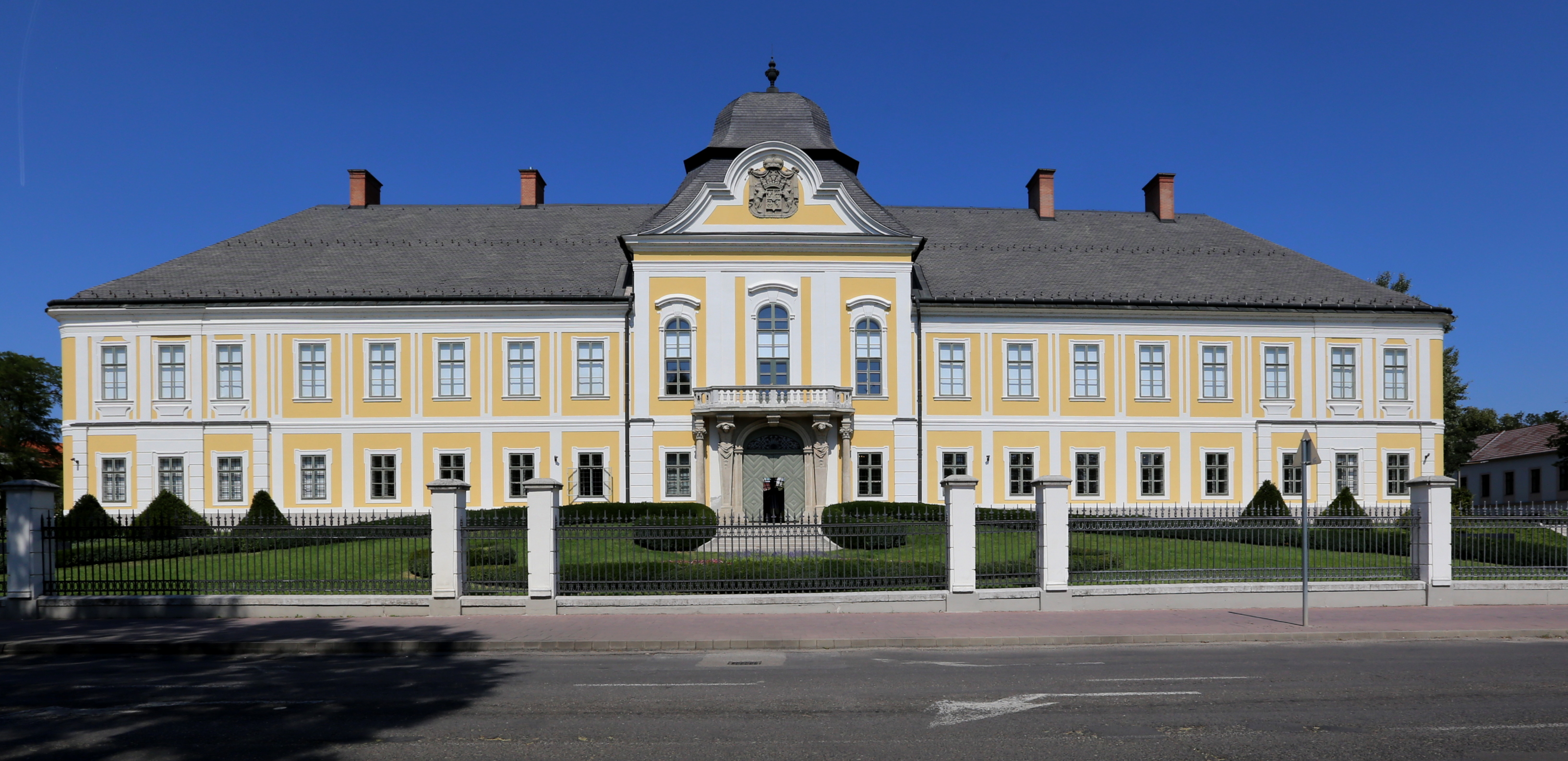
Grassalkovich-kastély (2018)

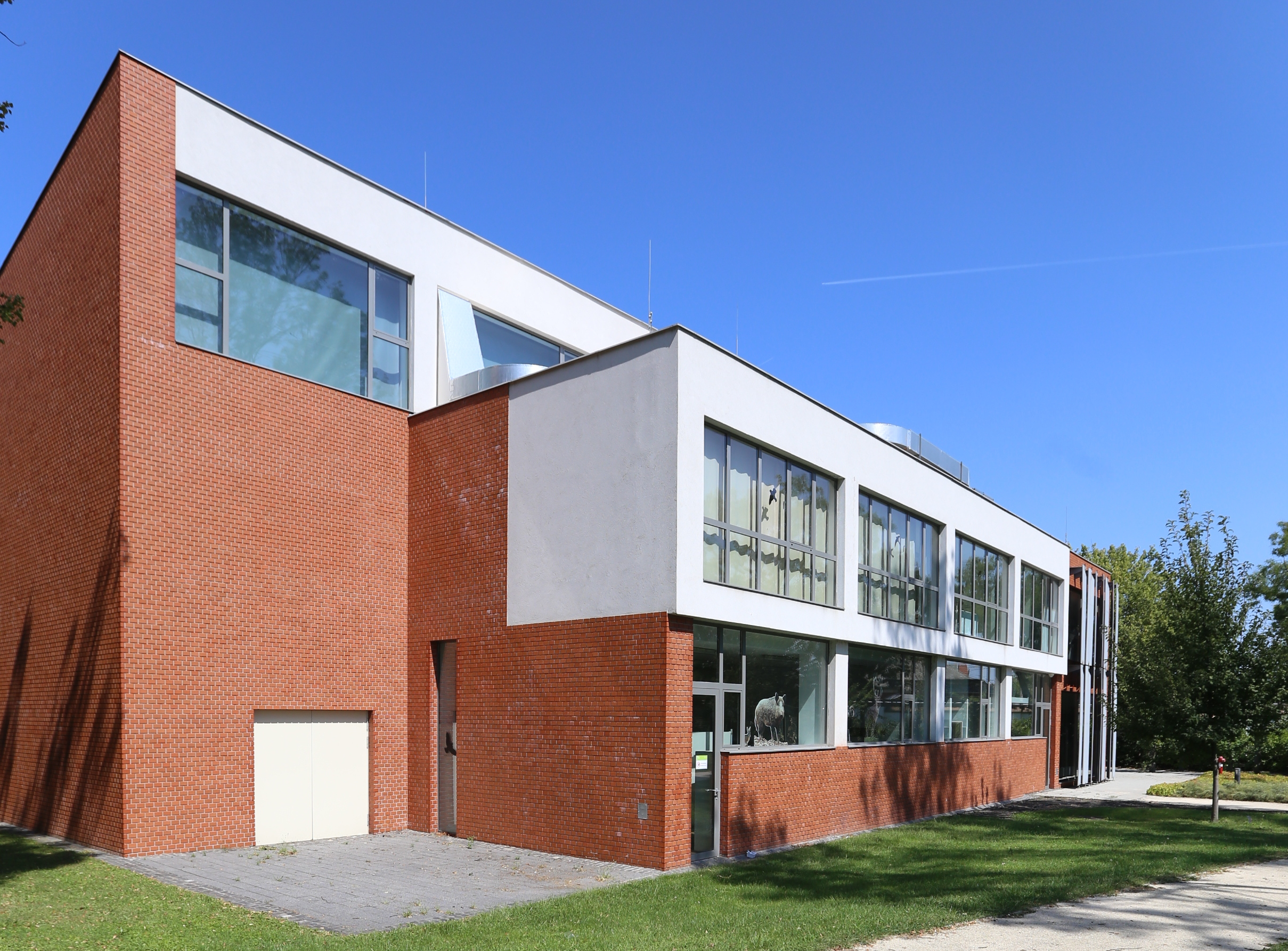
Vadászati Élménytér a kastélyparkban

Az alápincézett, copf stílusba hajló, késő barokk, U alakú épület egyemeletes, 32 szobával. Homlokzata 62 m hosszú, 8+3+8 tengelyes osztatú. A szárnyépületekhez azok külső sarkainál kétfelől, L alakban földszintes sarokpavilonnal záródó gazdasági szárnyak csatlakoznak.
A felmagasodó homlokzat közepén kosáríves kapu nyílik. Ennek két oldalán egy-egy korinthoszi oszlop áll, rajtuk figurális díszítésként egy-egy félalakos atlasszal, amik egy baluszteres erkélyt tartanak. Az oromzat közepén, a koronázó párkány fölött a Grassalkovich család kőcímere utal az építtetőre. A középrész közepén zsindellyel fedett, kupolaszerű boltozat magasodik. A főépület és a keleti szárny földszintjén a terek boltozatosak, az emeleti helyiségek síkfödémesek. A nyugati szárny a 20. század közepéig faszerkezetes magtártér volt, ma vasbeton födémek osztják fel.
A négyzetes alaprajzú, stukkódíszes díszterem az emeleten van. A nagyterem görög mitológiai jelenetet ábrázoló gipszreliefje csak részlegesen maradt meg. A nagyterem négy sarkában egy-egy lefestett freskót fedeztek fel a kutatók; ezek közül hármat konzerváltak és a Hatvany Lajos Múzeumba szállítottak.
Több más termet is stukkók díszítenek. Egyes helytörténészek szerint a kastélyban kápolna is volt, és ez a földszinten kialakított, csehsüvegboltozatos helyiség lehetett.
A kastély húsz holdas parkját a második világháború előtt értékes növényritkaságok díszítették, főként a Deutsch-Hatvany család jóvoltából. A park középső része franciás jellegű volt, a két szélén angol parkerdővel. A parkban hajdanán 35 szobor, 13 faragott kőpad és egy Olaszországból hozatott, díszes szökőkút állt. A 2013- 2014. évi felújítás során az egykori park részleges rekonstruálásra került, ennek során az egykori díszlépcső visszaépült.
Az épületben, annak teljes felújítását követően, 2014-ben nyílt meg a Széchenyi Zsigmond Vadászati Múzeum.